# Kitaï-gorod (métro de Moscou)
Pour le quartier, voir Kitaï-gorod.
Kitaï-gorod (en russe : Кита́й-го́род et en anglais : Kitay-gorod) est une station des lignes Kaloujsko-Rijskaïa (ligne 6 orange) et Tagansko-Krasnopresnenskaïa (ligne 7 mauve) du métro de Moscou, située sur le territoire de l'arrondissement Basmanny dans le district administratif central de Moscou. Elle dessert notamment le quartier Kitaï-gorod.
Elle est dénommée Plochtchad Noguïna (Площадь Ногина) lors de sa mise en service en 1971, elle prend son nom actuel en 1990.
La station est ouverte tous les jours aux heures de circulation du métro. Elle est desservie par des Trolleybus et des autobus.

## Situation sur le réseau
Établie en souterrain, à 29 mètres sous le niveau du sol, la station Tourguenievskaïa est située au point 1+13 : de la ligne Kaloujsko-Rijskaïa (ligne 6 orange), entre les stations Tourguenievskaïa (en direction de Medvedkovo), et Tretiakovskaïa (en direction de Novoïassenevskaïa), et de la ligne Tagansko-Krasnopresnenskaïa, entre les stations Kouznetski Most (en direction de Planernaïa) et Taganskaïa (en direction de Kotelniki).
Elle dispose de deux plateformes, établies en parallèle à la même profondeur, avec chacune un quai central desservi d'un côté par la ligne rouge et de l'autre par la ligne mauve. Les deux quais sont notamment reliés en leur centre par un passage surplombant les voies.

## Histoire
La station, alors dénommée, Plochtchad Noguïna (Площадь Ногина), en référence au patriote soviétique Victor Noguine, est mise en service le 3 janvier 1971, lors de l'ouverture à l'exploitation de la section, longue de 3,8 kilomètres, entre cette nouvelle station et Oktiabrskaïa.
Elle renommée avec son nom actuel, Kitaï-gorod, le 5 novembre 1990, en référence au nom du quartier Kitaï-gorod.